# ケイ酸ナトリウム
ケイ酸ナトリウム（ケイさんナトリウム）は、通常はメタケイ酸のナトリウム塩 Na2SiO3 を言うが、その他に Na4SiO4, Na2Si2O5, Na2Si4O9などがある。メタケイ酸ナトリウムは二酸化ケイ素を炭酸ナトリウムまたは水酸化ナトリウムと融解して得られる無色の結晶。水に可溶で、水溶液は加水分解されてアルカリ性を示す。
濃水溶液は水ガラスと言い、無臭だが酸味が強く刺激性を有する。粘膜を侵しびらん性があるため、誤飲に注意する必要がある。
水溶液はケミカルガーデンの実験に用いられる。

## 生成
二酸化ケイ素を炭酸ナトリウムまたは水酸化ナトリウムと加熱融解することにより得られる：
{\displaystyle {\ce {{SiO2}+ 2NaOH -> {Na2SiO3}+ H2O}}}
{\displaystyle {\ce {{SiO2}+Na2CO3->{Na2SiO3}+CO2\uparrow }}}

## 反応
水ガラスの水溶液に塩酸を加えると、弱酸遊離によりケイ酸を生じる：
{\displaystyle {\ce {{Na2SiO3}+ 2HCl -> {H2SiO3}+ 2NaCl}}}